# Baixa
La Baixa è un'area di Lisbona situata nel centro della città nel quartiere di Santa Maria Maior. L'area si estende in direzione sud-nord da Praça do Comércio, adiacente al fiume Tago, fino a Praça da Figueira e Praça de D. Pedro IV (il Rossio); confina a ovest con il Cais do Sodré e il quartiere Chiado e a est con il quartiere Sé e la collina sulla quale è situato il Castello di San Giorgio. La Baixa ricopre un'area di circa 255.000 m²; viene anche chiamata Baixa Pombalina per essere stata edificata per ordine del marchese di Pombal, in seguito al terremoto del 1755. 
La Baixa è caratterizzata da una pianta a scacchiera, avente la rua Augusta quale suo asse principale. Gli edifici del quartiere sono in stile pombalino e vennero costruiti secondo criteri di ingegneria sismica. 

## Galleria d'immagini

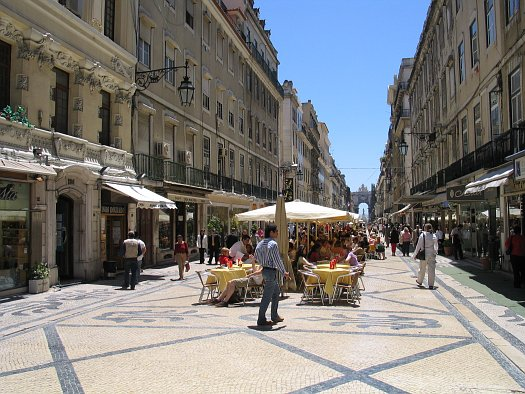
Rua Augusta nella Baixa con edifici in stile pombalino. Sullo sfondo è visibile l'Arco da Rua Augusta.
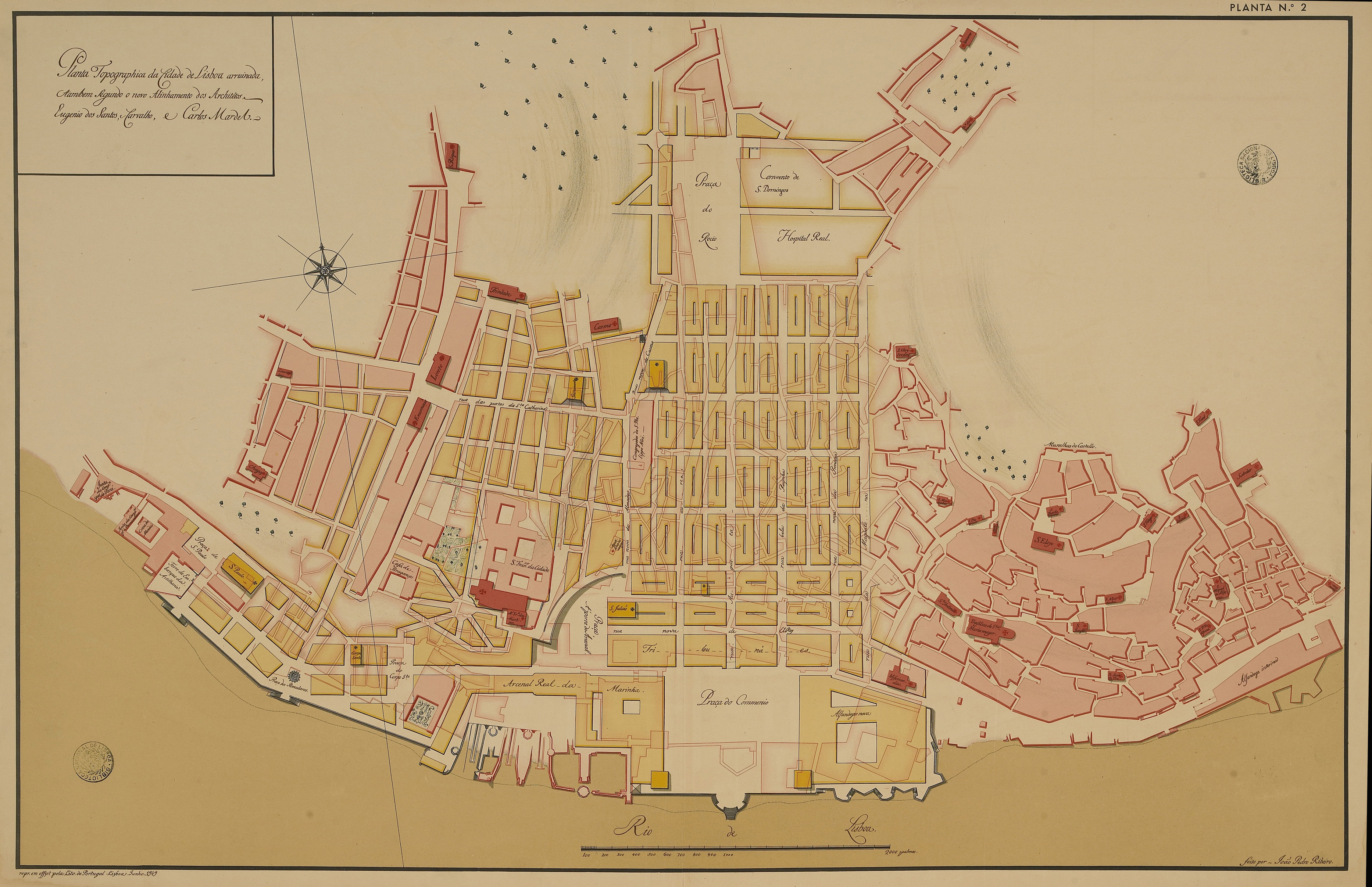
Piano di ricostruzione di Baixa dopo il terremoto del 1755, degli architetti Carlos Mardel ed Eugénio dos Santos.
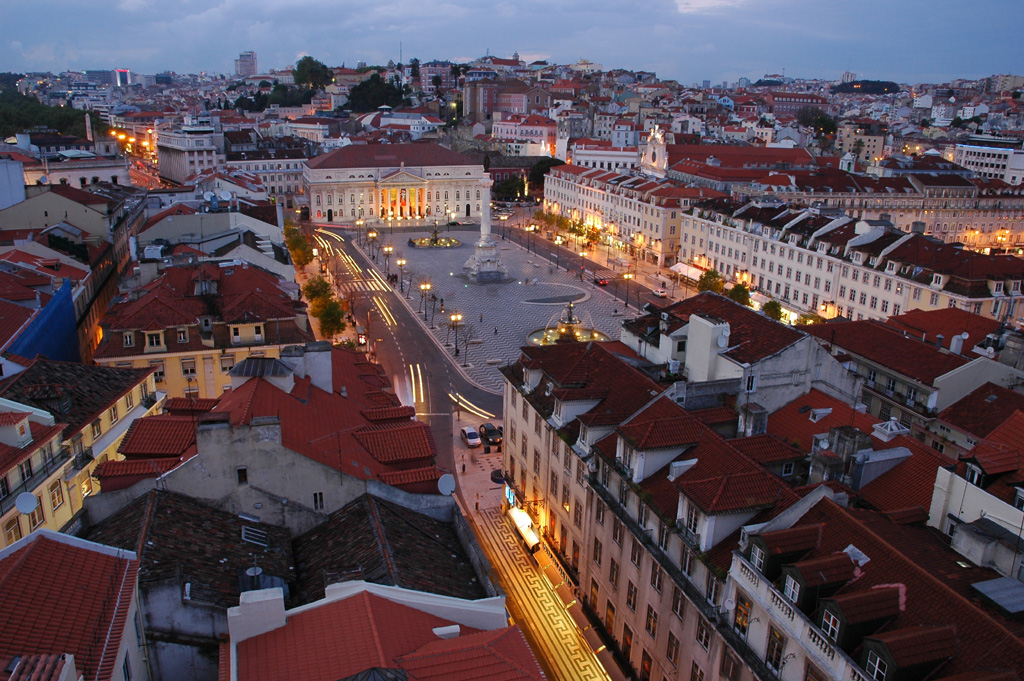
Il Rossio con il Teatro Nacional D. Maria II sullo sfondo.
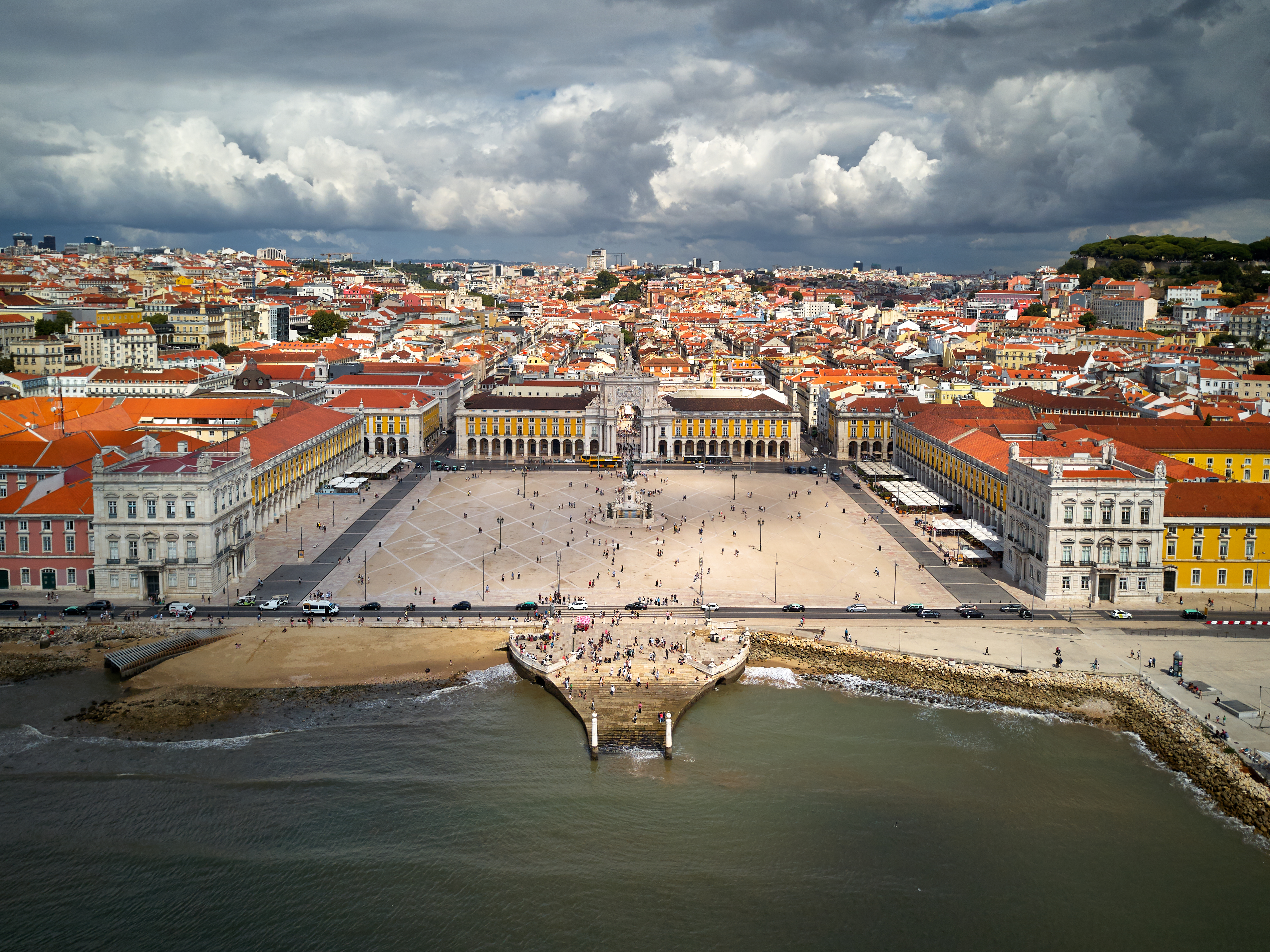
Il fiume Tago con il Cais das Colunas in primo piano, Praça do Comércio e l'Arco da Rua Augusta che segna l'inizio della Rua Augusta.
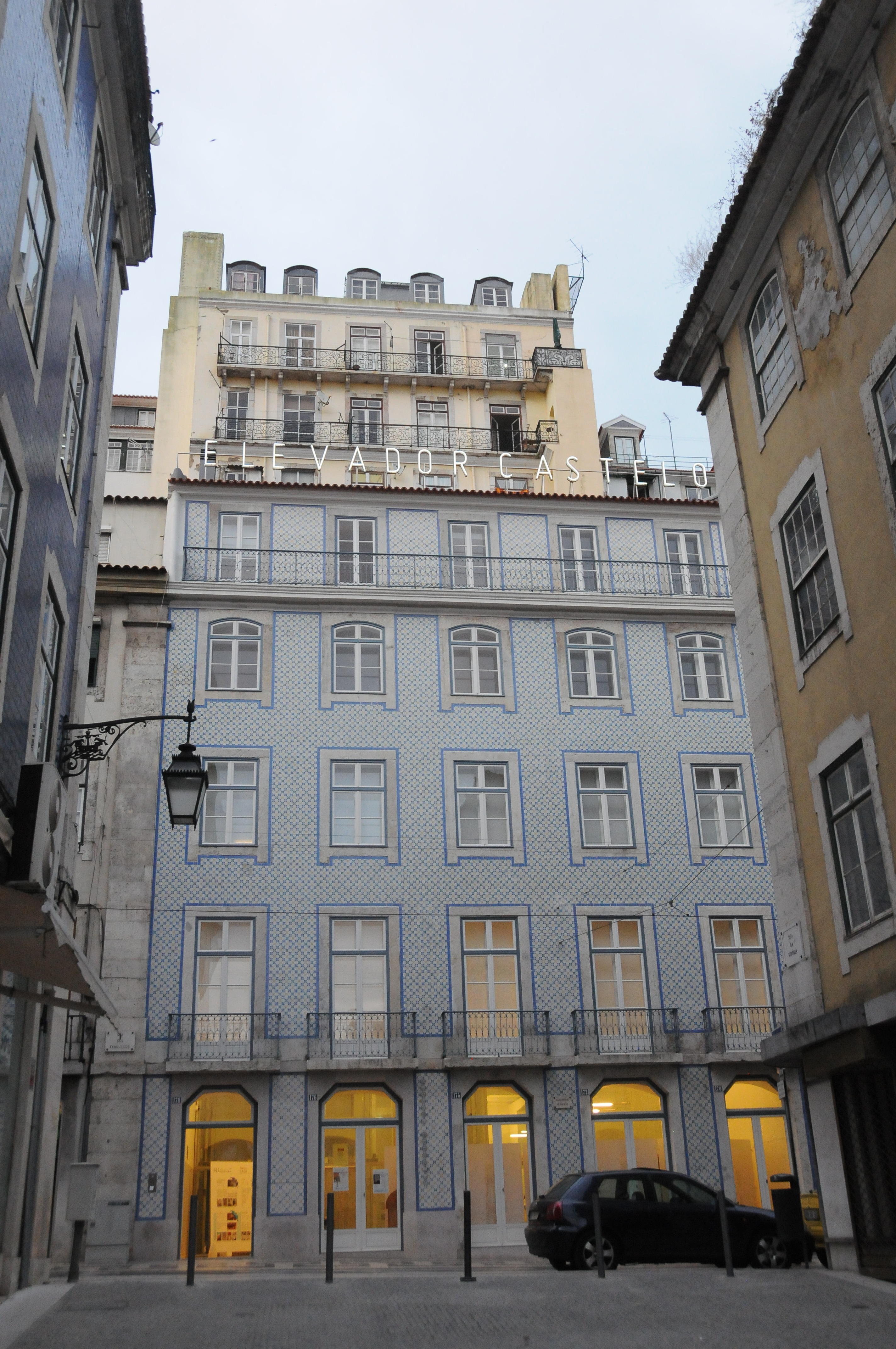
L'Elevador do Castelo è costituito da due ascensori che collegano la Baixa con il castello di San Giorgio.
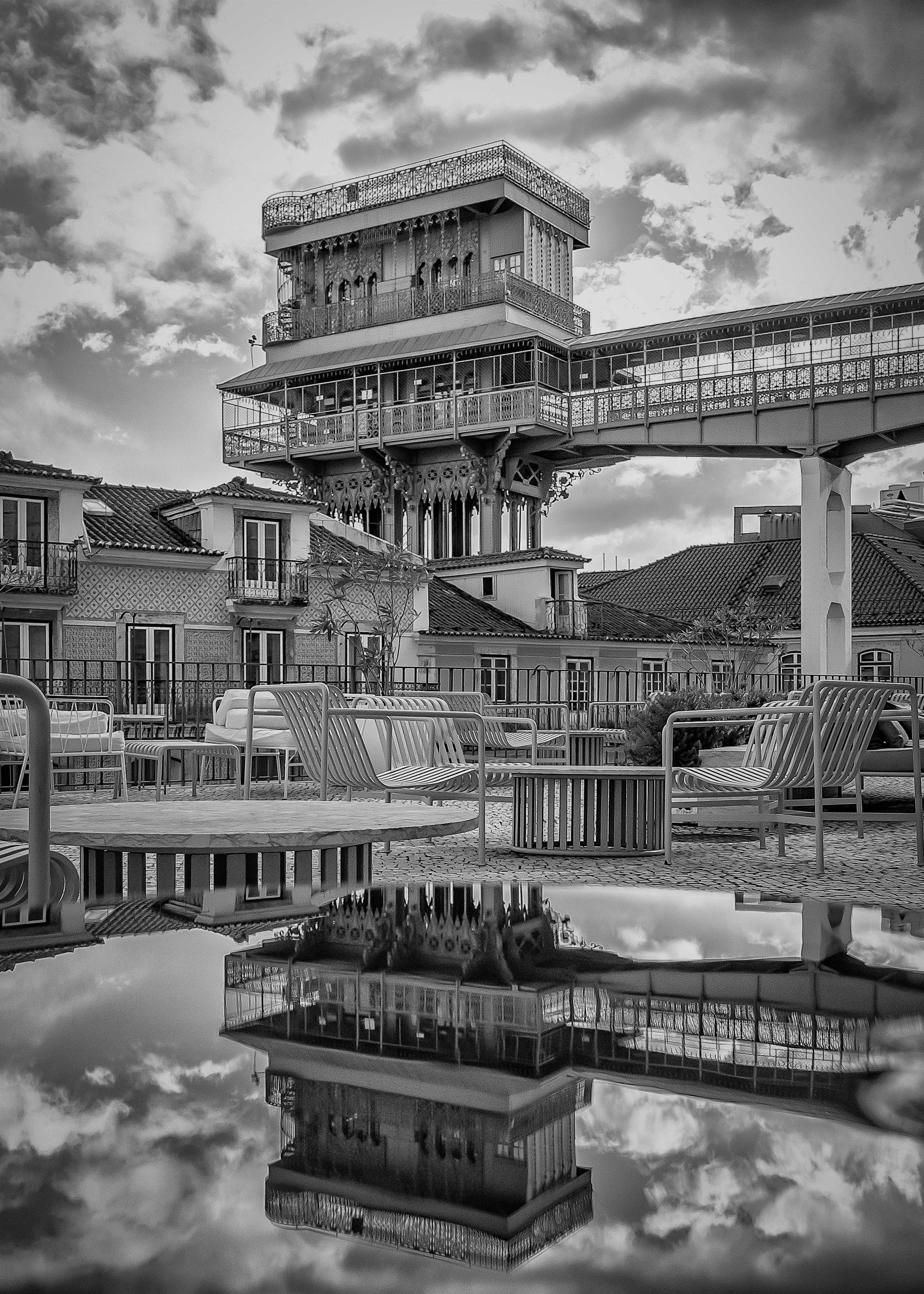
L'Elevador de Santa Justa collega la Baixa con il Chiado.
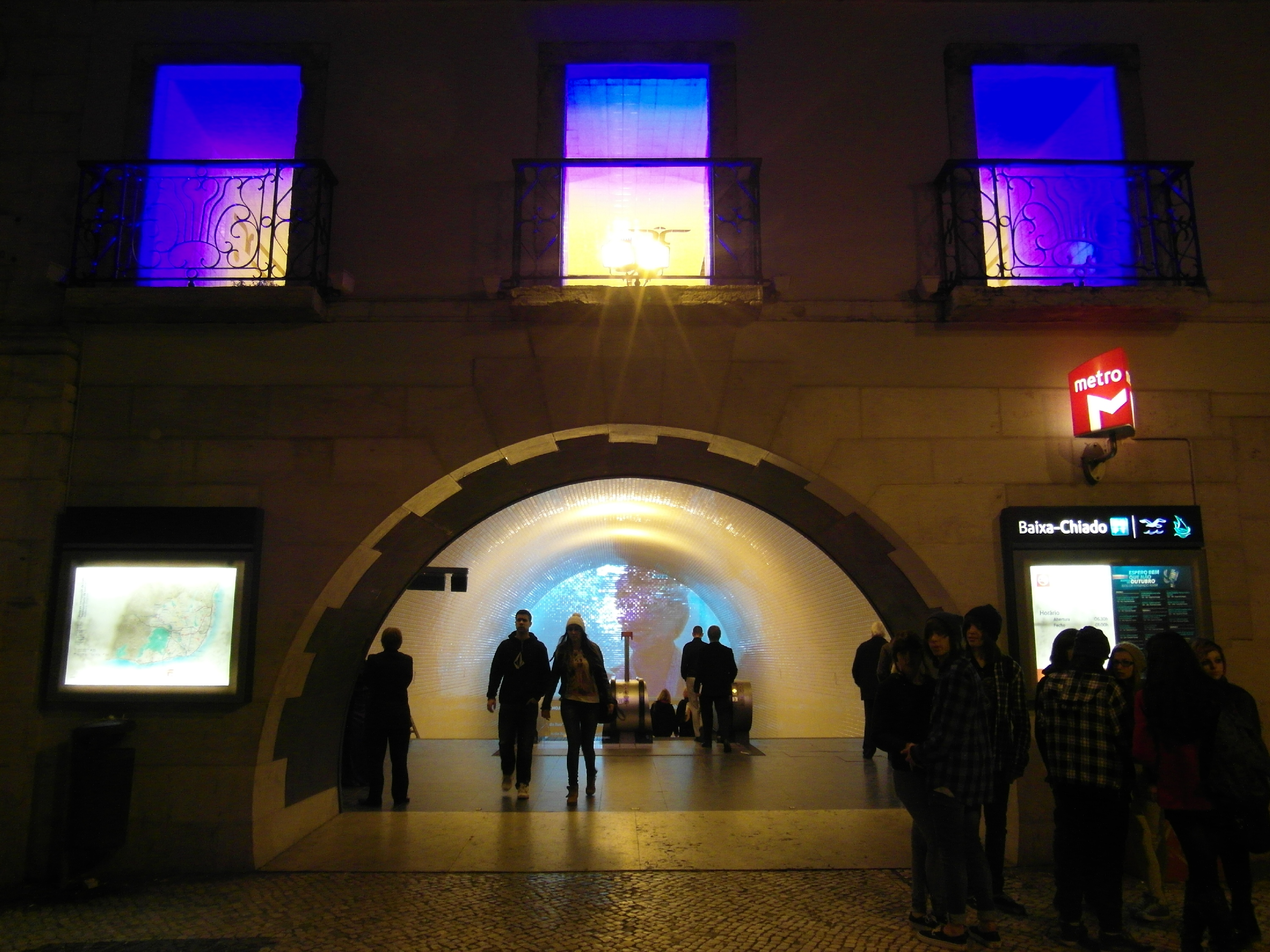
L'ingresso della fermata della metropolitana Baixa-Chiado, in Rua do Crucifixo.
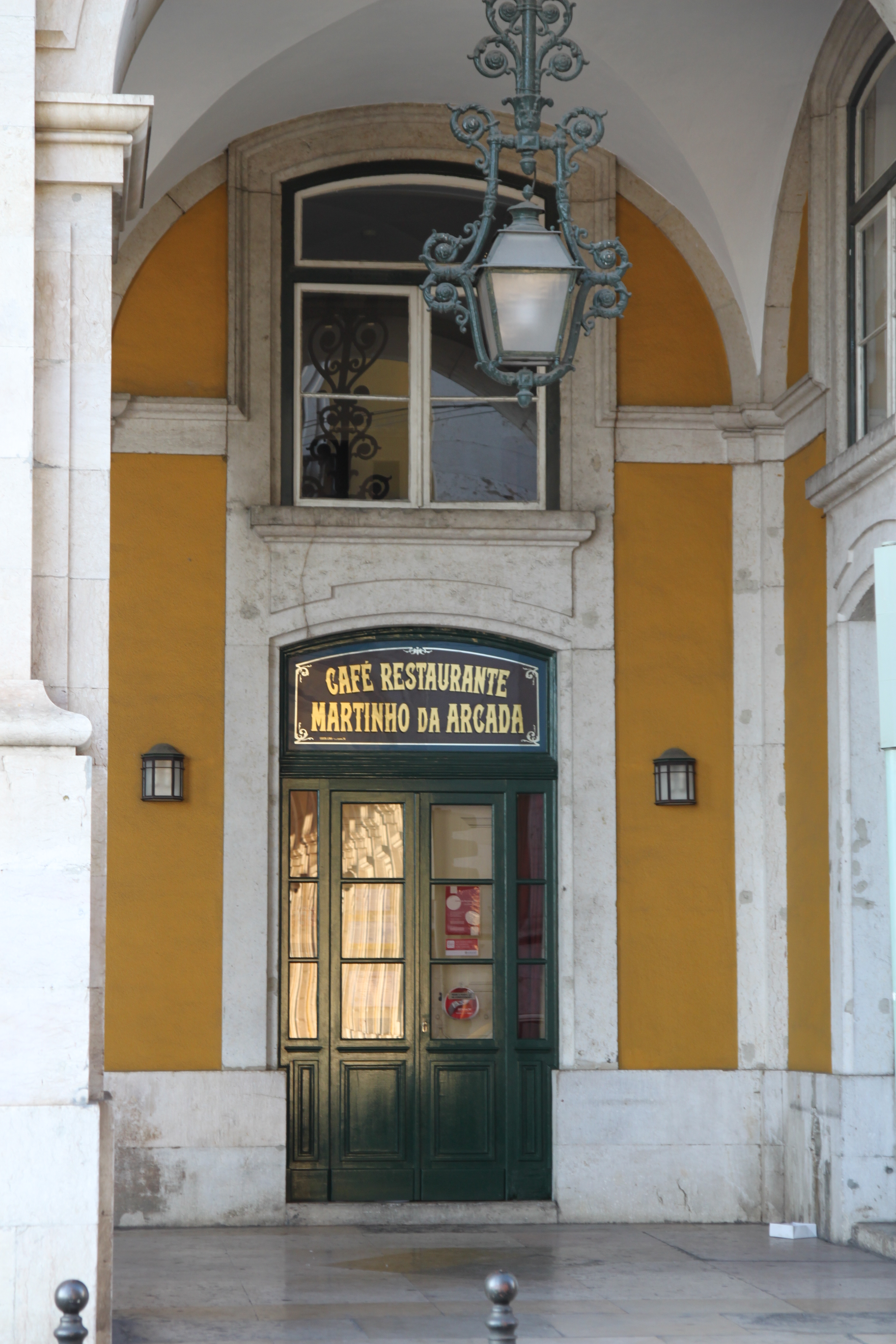
Il Café Martinho da Arcada, fondato nel 1782, nel corso della sua storia luogo di incontro di artisti e scrittori (in particolare Fernando Pessoa e José Saramago).